# Vágur
Vágur [ˈvɔavʊɹ] (dänischer Name: Våg, wörtlich: Bucht) ist ein Ort der Färöer auf der Insel Suðuroy.

## Der Ort

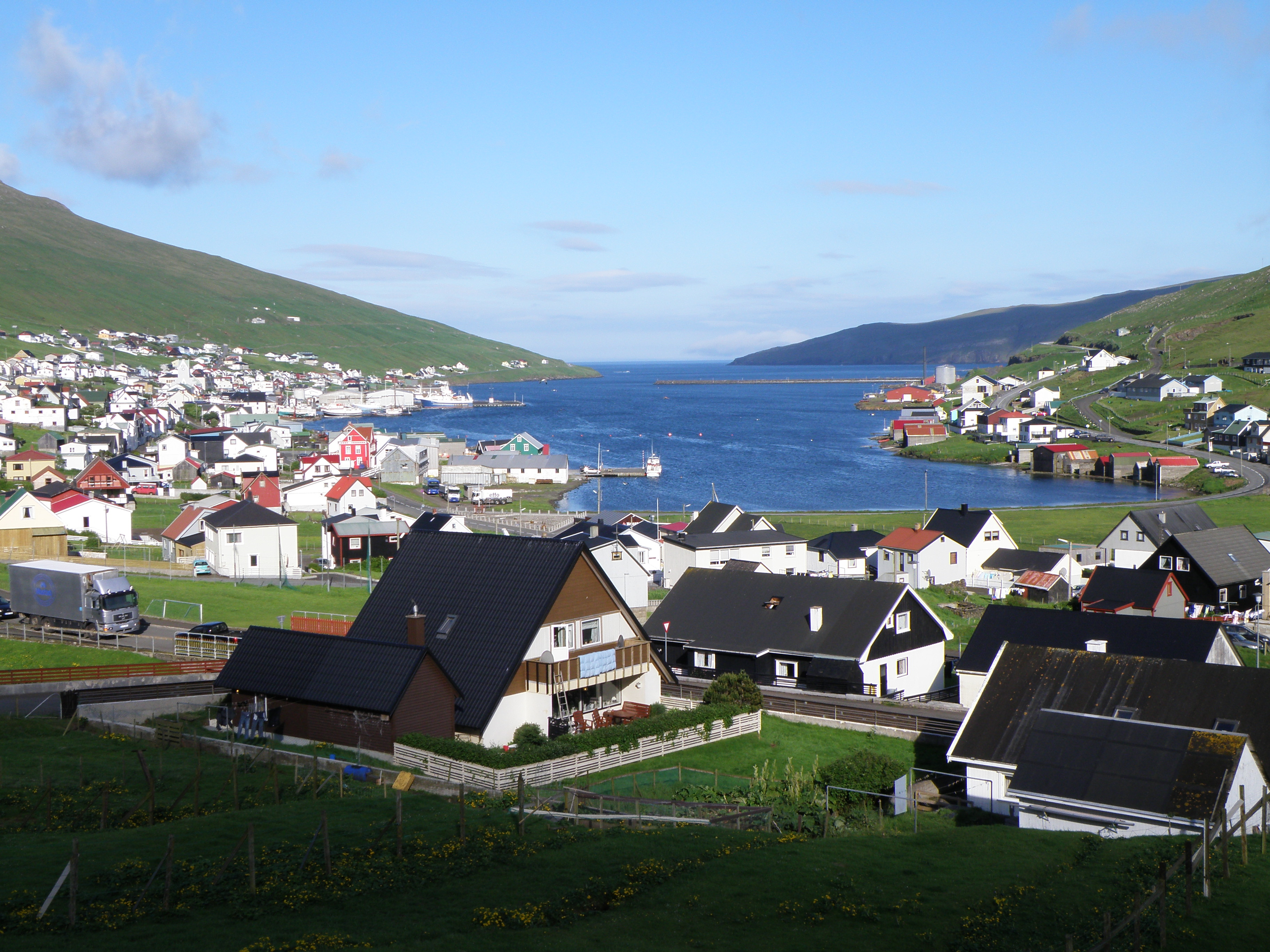
Vagur mit Blick über Bucht und Fjord.

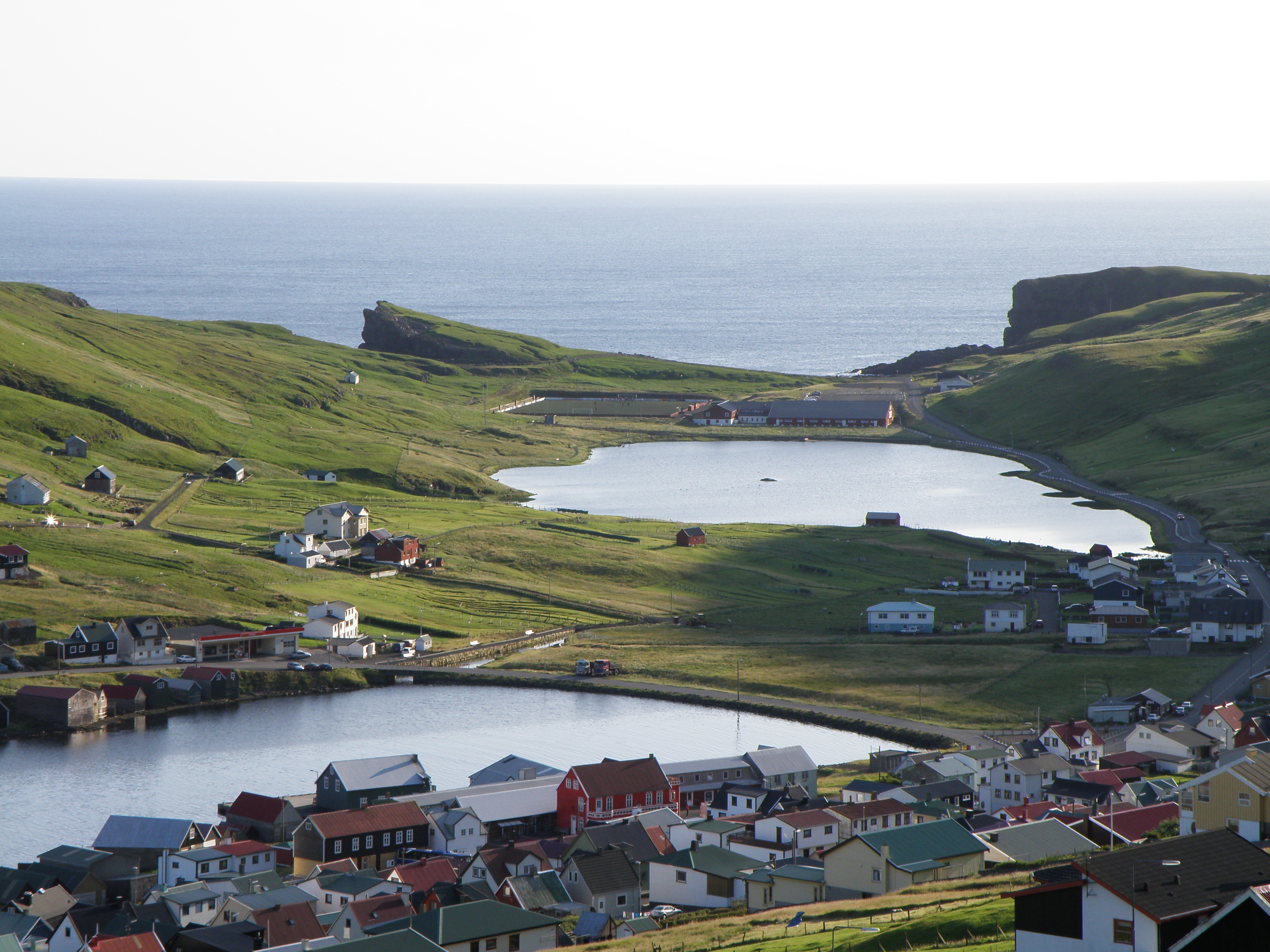
Vágur am Ende des Fjords. Weiter hinten im Bild der See Vatnið.

Vágur ist neben Tvøroyri die zweitgrößte Stadt Suðuroys und zugleich Verwaltungssitz der gleichnamigen färöischen Gemeinde Vágur (Vágs kommuna). Die Stadt liegt an der Ostküste der Insel am Fjord Vágsfjørður, der einen günstigen Naturhafen bildet. Inzwischen ist Vágur mit dem Ort Nes verschmolzen, so dass Nes als Vorort, beziehungsweise Stadtteil, Vágurs angesehen wird. Weiter östlich liegt am selben Fjord Porkeri. Zusammen bilden die drei Orte ein lokales Ballungszentrum. Im Jahr 2013 zählte der Ort 1330 Einwohner. Die Postleitzahl lautet FO-900. Örtlicher Fußballverein ist der FC Suðuroy (Vágs Bóltfelag). 
Die Siedlung geht zurück auf das 14. Jahrhundert. Neben der Fischereiflotte und der zugehörigen Industrie ist in Vágur die Wollspinnerei Sirri ansässig.
Eine Besonderheit der Stadt ist der Wald Viðarlundin á Vági, der ab 1956 aufgeforstet wurde. Er bedeckt eine Fläche von 3,01 ha und ist damit einer der größten Wälder der Färöer. Durch ihn führen mehrere befestigte Wege.
Sehenswert ist außerdem die 1939 eingeweihte Kirche, vor der eine Bronzestatue des Theologen Jákup Dahl (1878–1944) steht. Sie ist 2,14 m hoch und wurde 1978 von Janus Kamban, einem der führenden Künstler der Färöer, gestaltet.
Alle zwei Jahre (mit geraden Jahreszahlen, an ungeraden Jahreszahlen ansonsten in Tvøroyri) findet hier um den 24. Juni herum das Volksfest Jóansøka statt. Es ist ein Sport-, Kultur- und Musikfestival und Höhepunkt des Jahres auf Suðuroy.

## Bilder aus Vágur

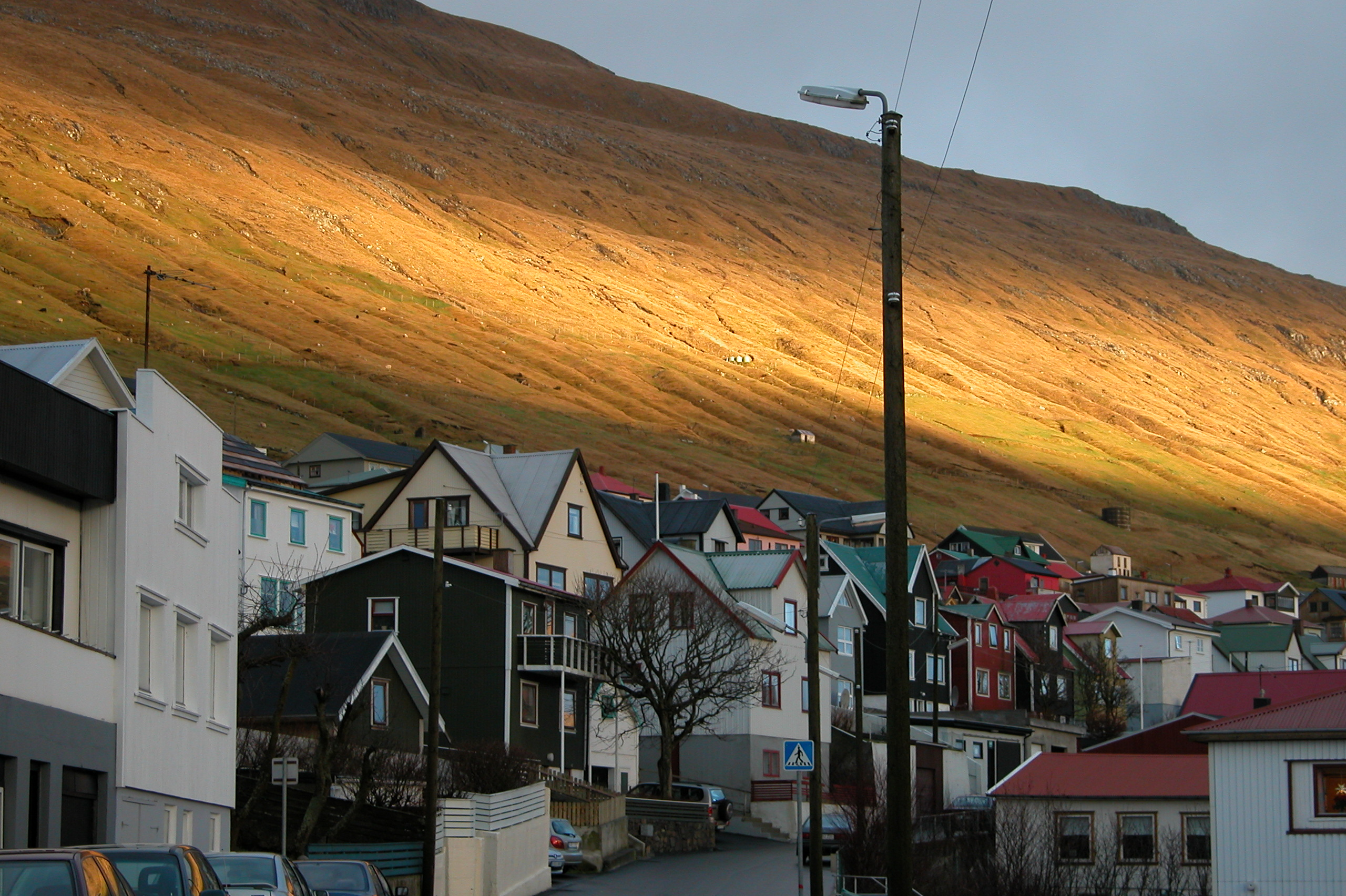
Lichtspiel in Vágur
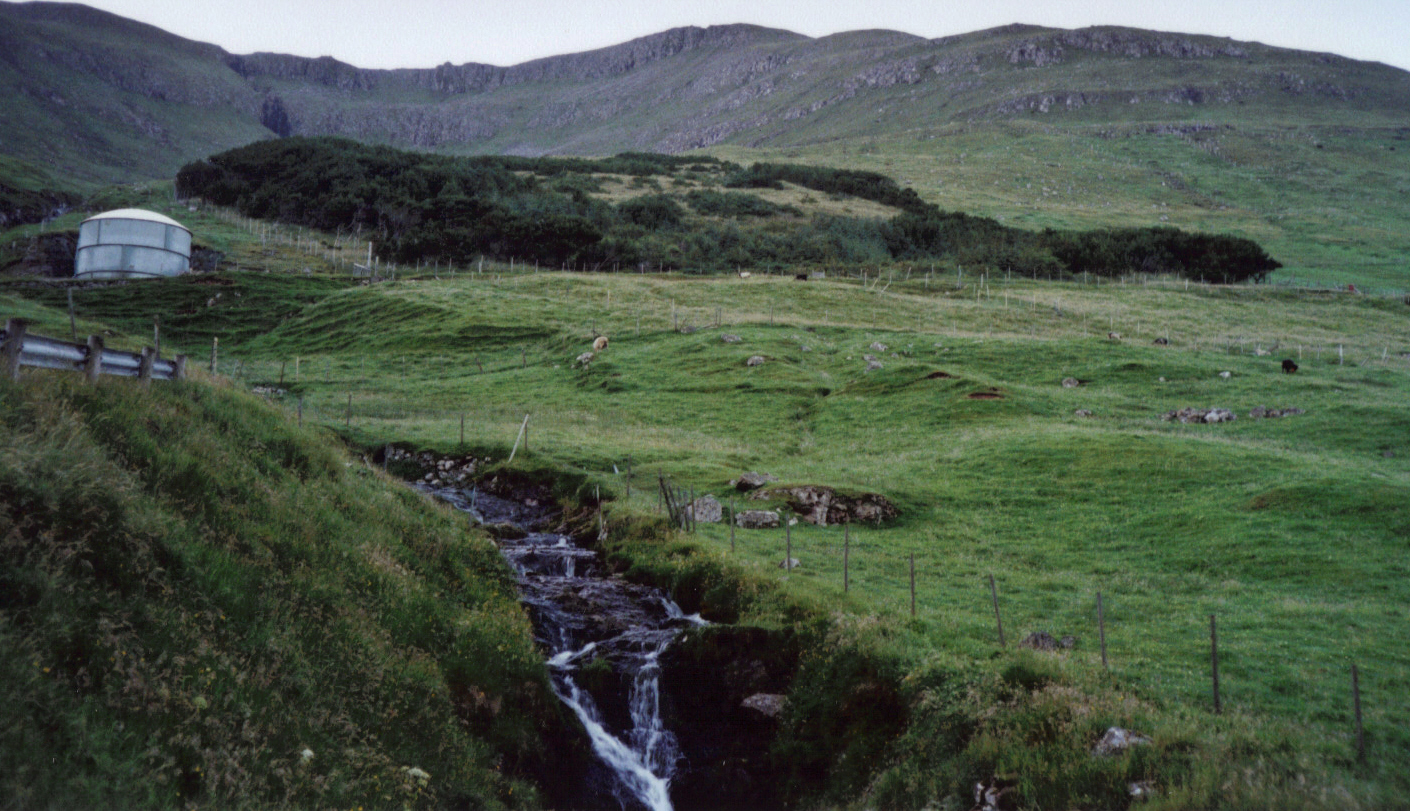
Wald oberhalb von Vágur.
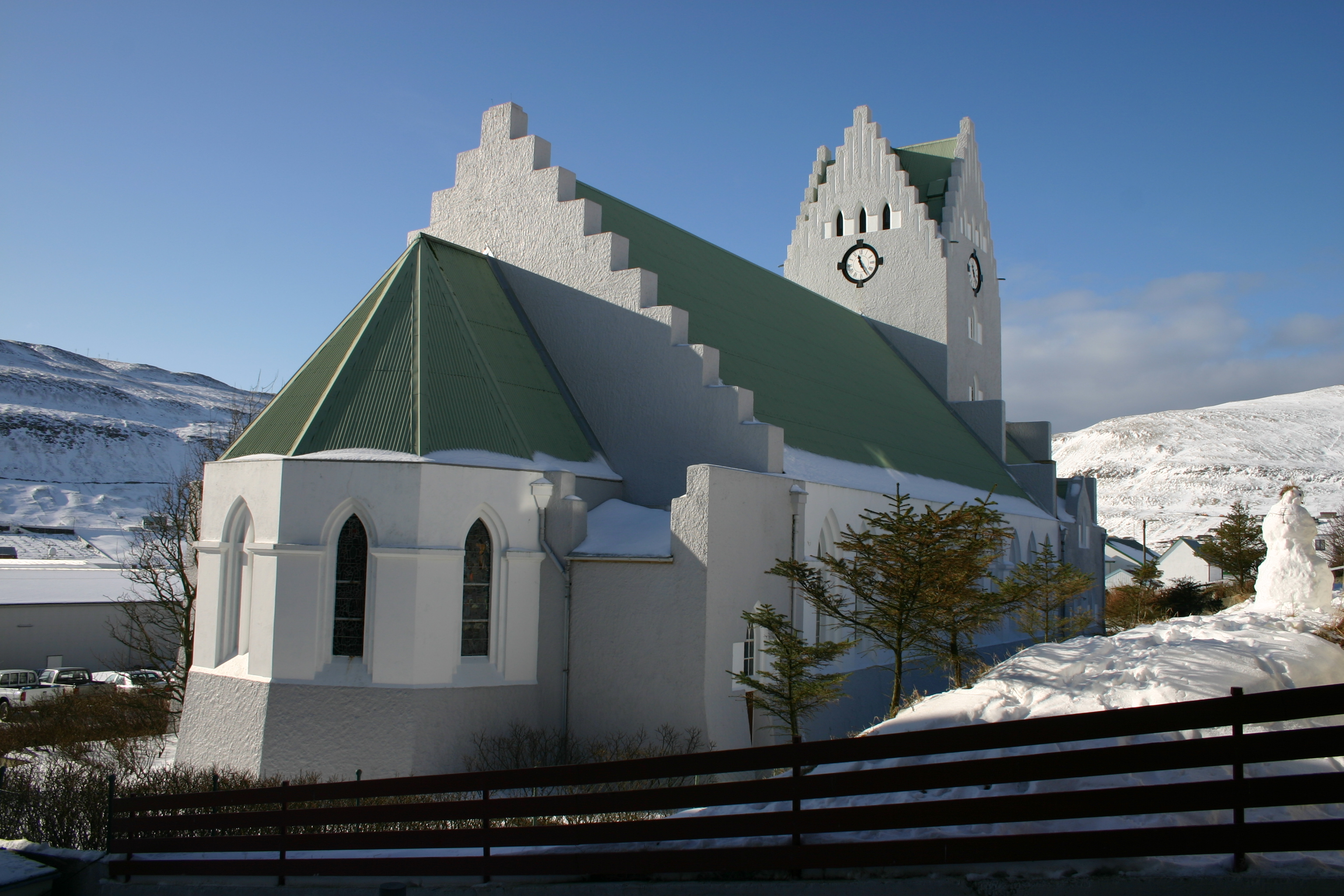
Die Kirche in Vágur
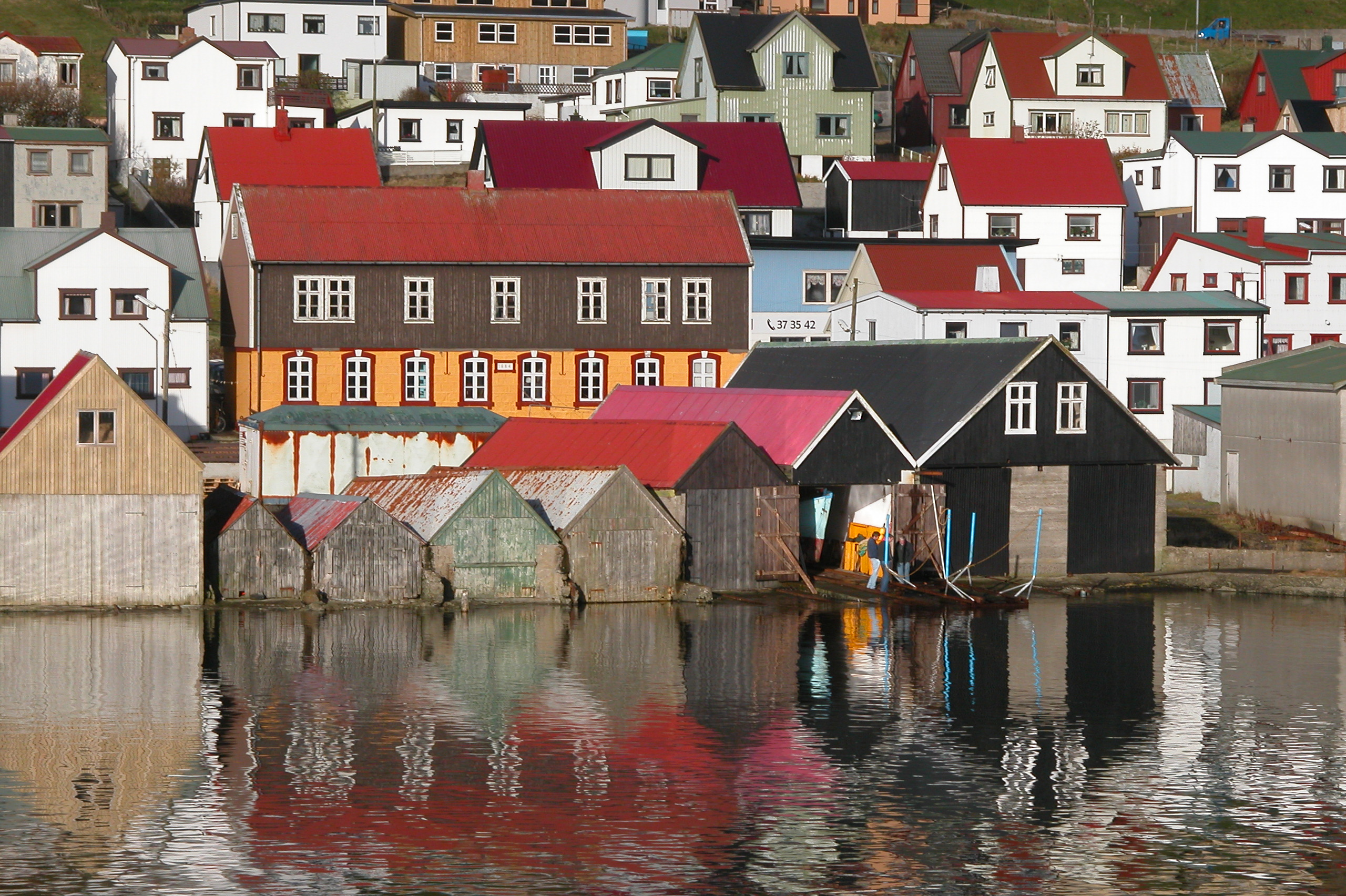
Die alte Schule in Vágur beherbergt heute eine Kunstsammlung
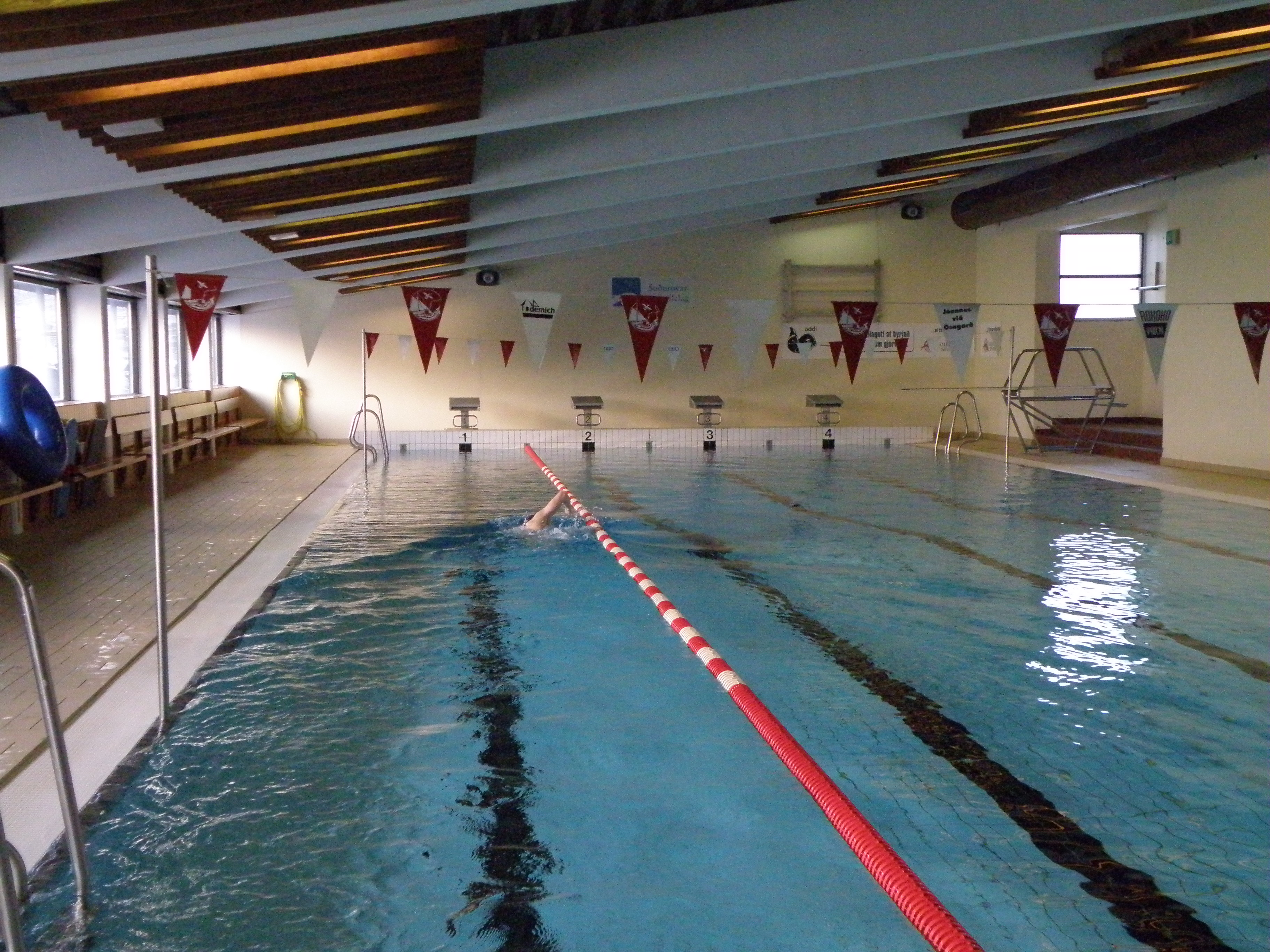
Die Schwimmhalle in Vágur

## Partnerkommunen
- Nakskov, Dänemark
- Akureyri, Island
- Sandgerði, Island

## Persönlichkeiten
- Jacob Dahl (1878–1944), Theologe und Bibelübersetzer
- Ruth Smith (1913–1958), Malerin und Grafikerin
- Eli Nolsøe (1920–1996), Politiker
- Marita Petersen (1940–2001), Politikerin
- Hans Pauli Strøm (* 1947), Politiker
- Hergeir Nielsen (* 1949), Politiker
- Rúni Brattaberg (* 1966), Opernsänger
- Pól Thorsteinsson (* 1973), Fußballspieler
- Pál Joensen (* 1990), Schwimmer